# Мигово (Черновицкая область)
Ми́гово (укр. Мигове) — село в Берегометской поселковой общине Вижницкого района Черновицкой области Украины.
Почтовый индекс — 59236. Телефонный код — 3730. Код КОАТУУ — 7320585001.

## Население
Население по данным на 2024 год составляло 3344 человека.
Население по переписи 2001 года составляло 3693 человека.

### Языковой состав
Родной язык населения по данным переписи 2001 года:
| Язык       | Численность, чел. | Доля     |
| ---------- | ----------------- | -------- |
| Украинский | 3 667             | 99,30 %  |
| Другие     | 26                | 0,70 %   |
| Итого      | 3 693             | 100,00 % |